# Marien Ngouabi
Marien Ngouabi (Ombellé, 31 de dezembro de 1938 - Brazavile, 18 de março de 1977) foi um político e militar brazavile-congolês, que foi o quarto presidente da República do Congo (também chamado Congo-Brazavile). Governou o país entre 1969 e 1977, quando morreu.

## Biografia
Filho de camponeses, Ngouabi estudou na escola primária de Owando e, em 1953, ingressou na École des Enfants de Troupes Général Leclerc, na capital Brazavile.
Serviu no Exército de Camarões entre 1958 e 1960, quando foi para a Escola Militar Obrigatória de Estrasburgo, na França, voltando ao Congo em 1962. No ano seguinte, foi promovido a tenente.

## Chegada ao poder
Em 1968, Ngouabi, que fora rebaixado a soldado de segunda classe 3 anos antes, lidera um golpe de Estado que resulta na queda do presidente Alphonse Massamba-Débat. Cria, em agosto, o Conselho Nacional Revolucionário, tendo Alfred Raoul como presidente-interino. Em janeiro de 1969, Ngouabi, aos trinta anos de idade, assume o poder e, no ano seguinte, muda o nome oficial do país, que passaria a se chamar República Popular do Congo, que seria o primeiro país comunista da África. O Partido Congolês do Trabalho, criado pelo novo presidente, seria o único legalizado.
Em 1972, sufoca uma tentativa de golpe e condena o ex-tenente paraquedista Pierre Xitonga à morte juntamente com os outros integrantes da revolta. O ex-ministro da Defesa, Augustin Poignet, foi o único a escapar da pena. Falava-se de que a França, ex-metrópole colonizadora da República do Congo, pressionava o presidente Ngouabi para que anexasse a província angolana de Cabinda, rica em petróleo, mas a recusa fez com que o país perdesse o apoio financeiro francês, e seria, inclusive, um dos motivos para seu assassinato.

## Morte
Em março de 1977, Ngouabi recebeu uma carta do seu antecessor, Alphonse Massamba-Débat, pedindo para que renunciasse ao cargo, uma vez que a situação do país piorava. No dia 18, encontrava-se na Faculdade de Ciências da Universidade de Brazavile, onde era professor do primeiro ano. De volta ao gabinete, recebeu Massamba-Débat e o cardeal Émile Biayenda.
Às 14:30 da tarde, um grupo armado inicia um tiroteio e Ngouabi, atingido por vários disparos, foi levado ao Hospital Militar de Brazavile, porém sua morte foi confirmada pouco depois. Após o falecimento do presidente, uma Junta Militar foi instalada, com Joachim Yhombi-Opango exercendo o cargo interinamente. Um dia depois, a Junta denunciou que o capitão Bartholomew Kikadidi era o responsável pelo assassinato de Ngouabi. Vários envolvidos no crime, entre eles o ex-presidente Massamba-Débat, foram condenados à morte ou prisão perpétua.

## Homenagens
A maior e mais prestigiosa universidade brazavile-congolesa, a Universidade Marien Ngouabi, o homenageia.